# 汉江镇站
漢江鎮站（：／ Hangangjin yeok */?）是首尔地铁6号线沿線的一座地下車站，位於韓國首爾特別市龍山區漢南洞北漢南三岔路口。

## 車站構造
站體為2面2線側式月台的地下車站，候車月台設有月台幕門，並有出口共3處。

### 月台配置
| 梨泰院 ↑ |
| \| 上    |
| ↓ 波堤嶺 |

| 月台 | 路線           | 目的地                               |
| ---- | -------------- | ------------------------------------ |
| 上行 | ●首尔地铁6号线 | 梨泰院、大興、合井、鷹岩方向         |
| 下行 | ●首尔地铁6号线 | 藥水、月谷、花郎臺、烽火山、新內方向 |

## 歷史
- 2001年3月9日：落成啟用。

## 車站周邊
- 外國使館區
  - 巴拿馬駐韓大使館（朝鲜语：주한 파나마 대사관）
  - 瑞士駐韓大使館（朝鲜语：주한 스위스 대사관）
  - 白羅斯駐韓大使館
  - 摩洛哥駐韓大使館
  - 巴拉圭駐韓大使館
  - 缅甸駐韓大使館
  - 義大利駐韓大使館（朝鲜语：주한 이탈리아 대사관）
  - 保加利亚駐韓大使館
- 三星美術館 Leeum
- Blue Square（朝鲜语：블루스퀘어）
- 漢南2洞派出所
- 漢南2洞治安中心
- 漢南女子職業專門學校
- 首爾市中部技術教育院
- 首尔交通公社漢江鎮別館

## 圖片

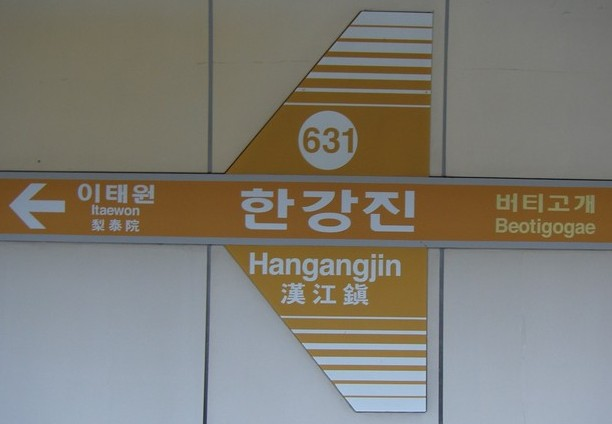
站名牌
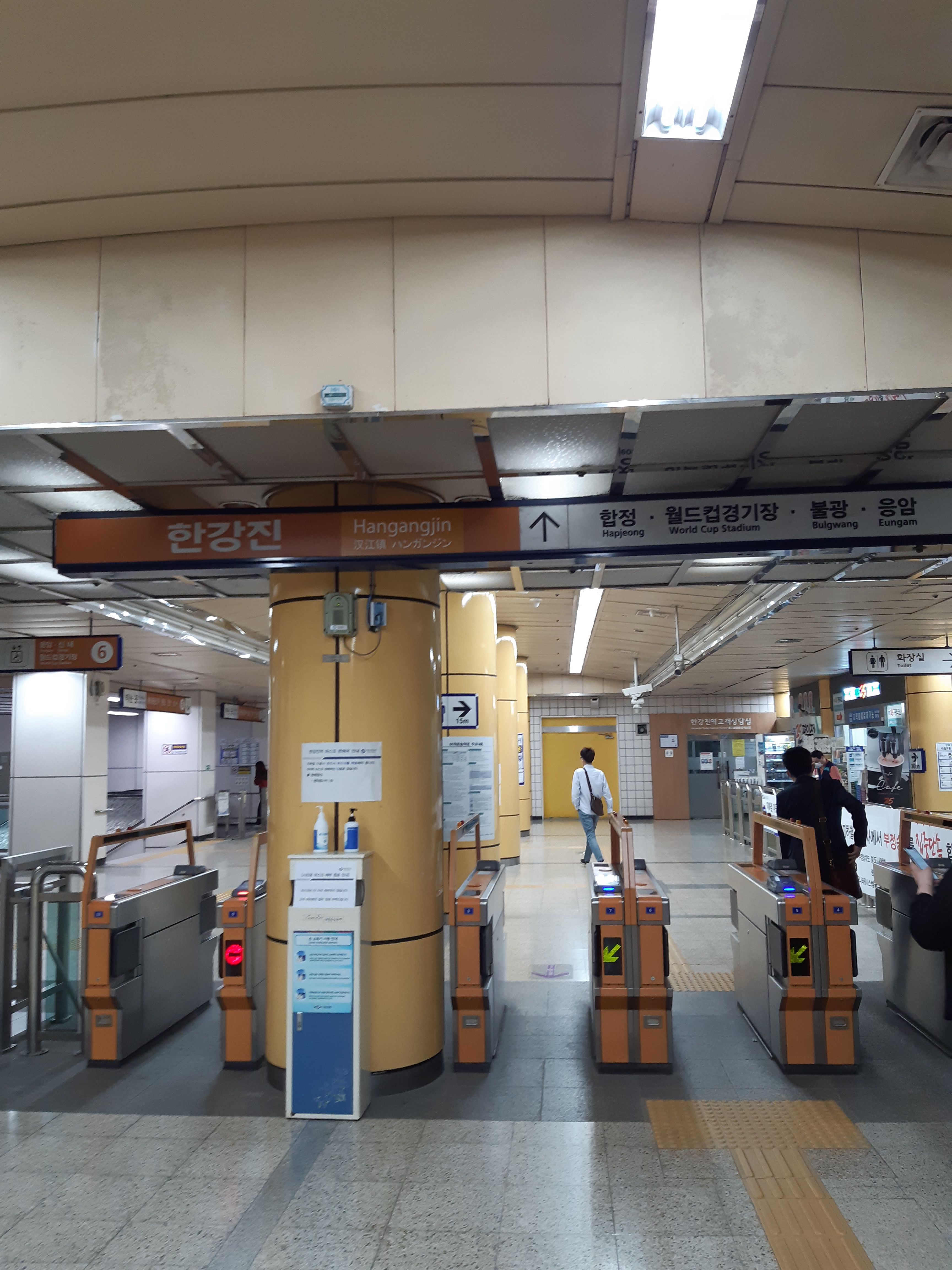
剪票閘口
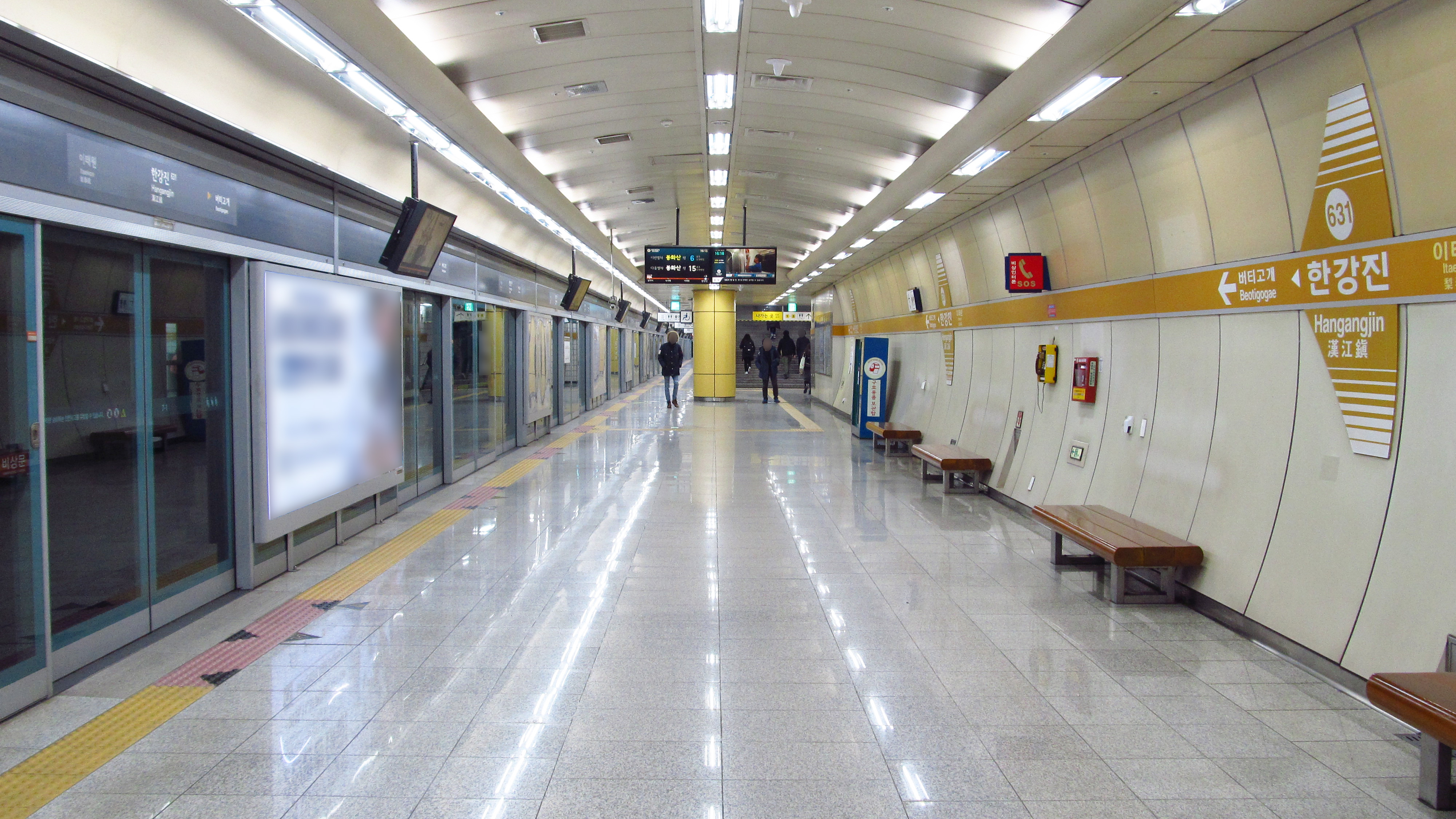
候車月台
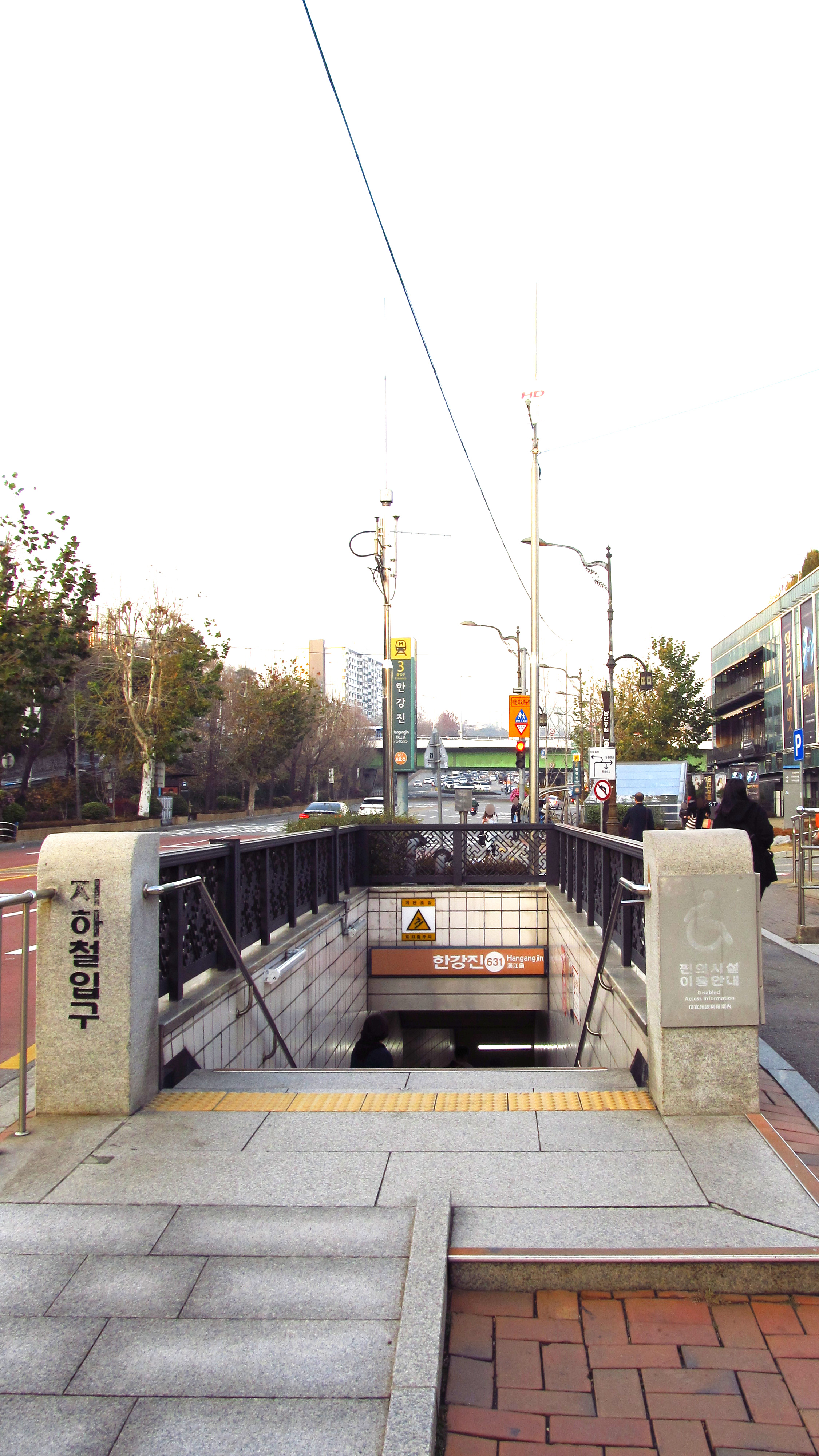
3號出口

## 相鄰車站
首爾交通公社
●首尔地铁6号线
梨泰院（630）－漢江鎮（631）－波堤嶺（632）